# Trio pour piano et cordes no 4 de Dvořák
« Dumky »
Pour les articles homonymes, voir Trio pour piano et cordes.
Le Trio pour piano et cordes no 4 en mi mineur « Dumky », opus 90 B. 166 est un trio pour piano, violon et violoncelle d'Antonín Dvořák. Cette pièce, en plus d’être l’une des œuvres les plus connues du compositeur, est un excellent exemple de musique de chambre faisant fi de la forme sonate.

## Titre
« Dumky », le pluriel de « dumka », est un terme introduit dans les langues slaves depuis l’ukrainien. À l’origine, il s’agit d’une forme diminutive du terme douma (doumi au pluriel), qui fait référence à la ballade épique, et plus précisément aux complaintes des personnages captifs. Au XIXe siècle, les compositeurs des autres pays slaves ont commencé à utiliser le terme douma pour qualifier des pièces musicales sombres et introspectives parsemées de mouvements légers et heureux. Dvořák a employé la forme dumka dans plusieurs autres œuvres, notamment dans la Dumka pour piano seul, op. 35, les Danses slaves, le sextuor à cordes et le quintette pour piano, op. 81.

## Histoire
Composé entre novembre 1890 et février 1891, il est créé le 11 avril 1891 à Prague par Ferdinand Lachner au violon, Hanuš Wihan au violoncelle et le compositeur au piano. Le même soir, l'Université Charles de Prague a remis au compositeur un doctorat honoris causae. L'œuvre a été si bien reçue que Dvořák a décidé de la jouer pendant sa tournée d'adieu de quarante concerts en Moravie et en Bohême, avant son départ pour les États-Unis, où il allait diriger le National Conservatory of Music of America à New York. Publié alors que le compositeur se trouvait en Amérique, le trio a été relu par son ami Johannes Brahms.

## Structure et analyse de l'œuvre
La pièce se divise en six morceaux plutôt courts :
- Dumka I  Lento maestoso (Allegro quasi doppio movimiendo — en mi mineur, puis majeur)
- Dumka II Poco adagio (Vivace non troppo/Vivace — en ut dièse mineur)
- Dumka III Andante (Vivace non troppo/Allegretto — en la majeur )
- Dumka IV Andante moderato (Allegro scherzando, Quasi tempo di marci — en ré mineur, puis majeur)
- Dumka V Allegro (en mi bémol majeur)
- Dumka VI Lento maestoso  (en ut mineur, puis majeur)

Elle est composée de six dumky au total. Les trois premières se succèdent sans interruption et sont écrites dans des tonalités harmoniquement voisines, créant l'effet d'un long premier mouvement. Quant aux trois dernières, elles sont présentées dans des tonalités distantes les unes des autres, ce qui donne l'impression de trois autres mouvements, et donc d'une œuvre en quatre mouvements.
Le critique musical Daniel Felsenfeld décrit l'œuvre comme suit : « La pièce est simple dans sa structure, mais complexe émotionnellement, car il s'agit d'une complainte bohémienne débridée. Elle est considérée comme étant essentiellement sans forme, du moins selon les normes classique, et il s'agit donc plutôt d'une sombre fantaisie en six mouvements — tout à fait originale et réussie, une pièce repère pour le compositeur. Le fait de se libérer des rigueurs de la forme sonate a permis à Dvořák d'explorer dans ses morceaux des moments lourds, voire étourdissants. Remarquablement, il a réussi à cultiver une ambiance ténébreuse et, en même temps, plutôt légère en général. » (traduction libre)
Les musicologues Derek Katz et Michael Beckerman ont fait la remarque suivante : « Alors que dans le quintette [opus 81] il avait adopté une forme structurée de sorte à insérer sa dumka dans un cadre quasi-traditionnel, dans ce trio, il laisse chacune des six dumky s'exprimer individuellement, entièrement réalisées. » (traduction libre)